# أوتار باتساتسيا
أوتار باتساتسيا (15 مايو 1929) (بالجورجية: ოთარ ფაცაცია)‏ هو سياسي جورجي شغل منصب رئيس وزراء جورجيا من 20 أغسطس 1993 إلى 5 أكتوبر 1995.

## مسيرته
ولد أوتار باتساتسيا لعائلة أمباكو باتساتسيا ولوبا باتساتسيا في قرية إنجيري، منطقة زوغديدي في الجمهورية الجورجية السوفيتية الاشتراكية. تدرب في معهد لينينغراد للتكنولوجيا كمهندس، شغل منصب السكرتير الأول للجنة الحزب الشيوعي المحلي من عام 1955 حتى إقالته في عام 1965. في عام 1966 أصبح مدير مصنع زوغديدي للورق، وهو مشروع كبير، قاده منذ ما يقرب 25 عاما حتى عام 1990. في السنوات الأخيرة من الاتحاد السوفياتي، انتخب نائبا للشعب السوفيتي من 1989 إلى 1990 وحصل على لقب بطل العمل الاشتراكي.
باتساتسيا هو بيروقراطي شيوعي سابق ومدير مشروع، قاد الحكومة الجورجية مع الرئيس إدوارد شيفردنادزه خلال سنوات الحرب الأهلية الجورجية والأزمة الاقتصادية. وكان تعيينه رئيسا للوزراء محاولة لاسترضاء أنصار الرئيس زفياد جامساخورديا، الذي أطاح به عسكريا في عام 1992.
بعد انهيار حكومة تنغيز سيغوا في 5 أغسطس 1993، رشح شيفردنادزه باتساتسيا رئيسا جديدا للوزراء. حصل على موافقة البرلمان في 20 أغسطس 1993. احتفظ بمنصبه في التعديل الذي أجري في 7 سبتمبر 1993 لمجلس الوزراء. وقد اتسمت سنتان من عهد باتساتسيا بازدياد الفوضى السياسية، والصراعات العنيفة على السلطة، والنكسة العسكرية في الحرب الانفصالية في أبخازيا، وحرب أهلية واسعة النطاق مع القوات الموالية لجامساخورديا، وأزمة اقتصادية حادة. كانت لديه وجهة نظر متحفظة بشأن التنمية الاقتصادية، مثل الخصخصة. استقال باتساتسيا في 5 أكتوبر 1995.